# Moplisa sphaeromiformis
Moplisa sphaeromiformis is een pissebed uit de familie Idoteidae. De wetenschappelijke naam van de soort is voor het eerst geldig gepubliceerd in 1946 door Mañe-Garzón.